# Mike Fitzpatrick
Michael G. Fitzpatrick, detto Mike (Filadelfia, 28 giugno 1963 – Levittown, 6 gennaio 2020), è stato un politico e avvocato statunitense, membro della Camera dei Rappresentanti per lo stato della Pennsylvania dal 2005 al 2007 e poi ancora dal 2011 al 2017.
Fitzpatrick era ritenuto un repubblicano di ideologia moderata-centrista.

## Biografia
Nato in una famiglia di origini irlandesi, Fitzpatrick si laureò in legge alla Pennsylvania State University ed intraprese la professione di avvocato.
Nel 2004, all'annuncio del ritiro del deputato James C. Greenwood, Fitzpatrick dichiarò la propria candidatura alla Camera dei Rappresentanti come esponente del Partito Repubblicano. Fitzpatrick riuscì a vincere senza grossi problemi, ma due anni dopo non fu rieletto, venendo sconfitto di misura dal democratico Patrick Murphy.
Dopo aver lasciato il Congresso, Fitzpatrick tornò brevemente a lavorare come avvocato, finché nel 2010 si ricandidò per il suo vecchio seggio e sconfisse Murphy. Riconfermato per altri due mandati nel 2012 e nel 2014, annunciò il proprio ritiro nel 2016 e gli subentrò il fratello Brian.
Morì nel gennaio del 2020, a causa di un melanoma.